# طنان كهربائي

رمز الطنان في الدائرة

الأزَّاز أو الأزَّازة أو الطنَّان أو الزنَّان أو الدنَّان أو الرزَّاز (بالإنجليزية Buzzer) جهاز يحول الطاقة الكهربائية إلى صوت مسموع، و هو يستعمل للإشعار الصوتي في السيارات وأفران الأمواج الصغرية وغيرها، وهناك أنواع مختلفة من الطنان الكهربائي، يعمل الطنان النموذجي على جهد 6-12 فولت وو يحمل تيار مستمر يناهز 25 مللي أمبير.

## تاريخه
إخترع أول طنان كهربائي سنة 1831 على يد العالم الأمريكي جوزيف هنري. حيث كانت تستعمل الطنانات في الأجراس الإلكترونية القديمة.

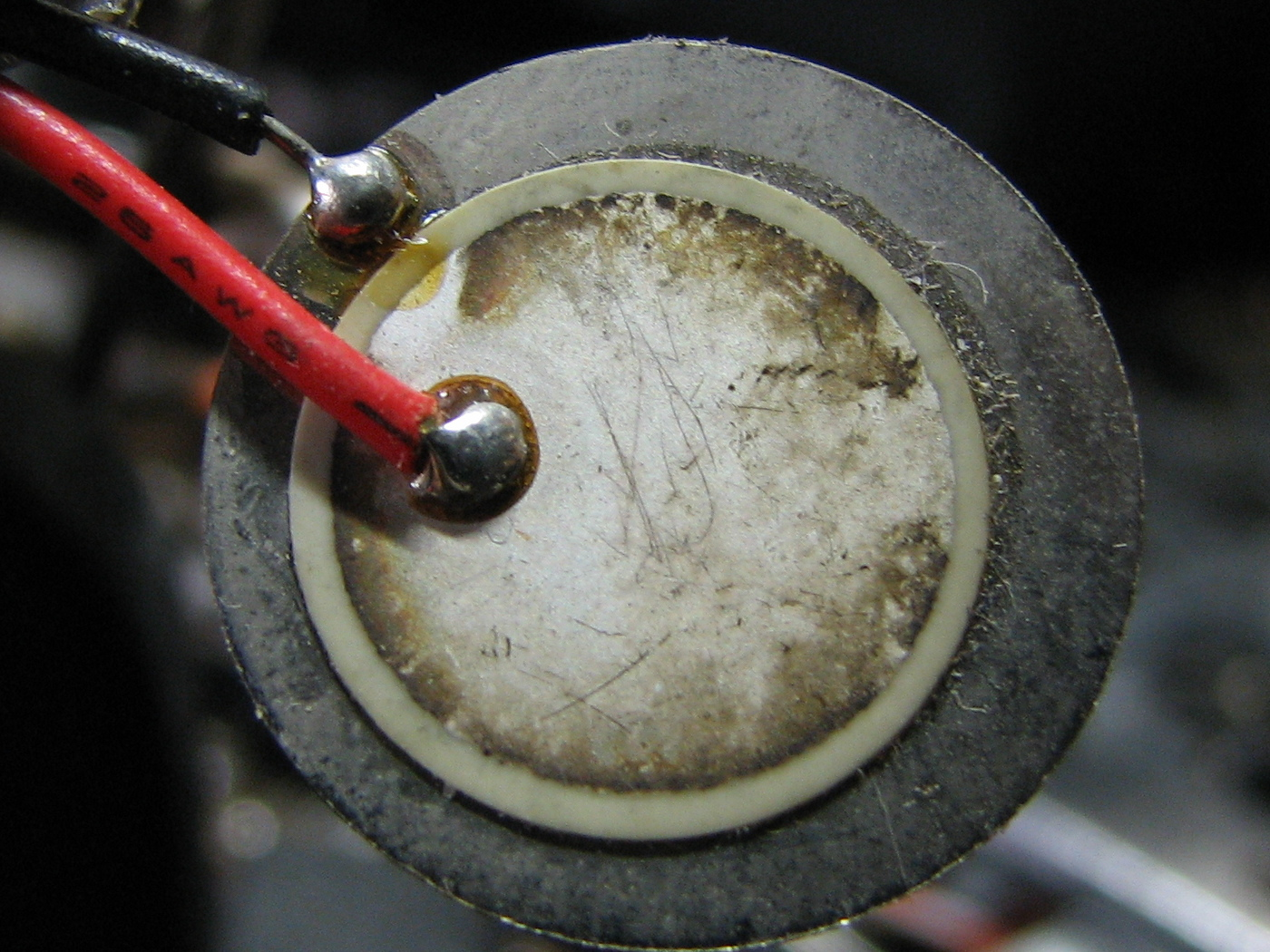
صورة لقرص طنان بيزو كهربائي

## أنواع الطنان الكهربائي

### طنان إلكتروميكانيكي
طنان كهربائي يتمثل في علبة صغيرة مستطيلة أو أسطوانية الشكل غالبا بتوصيلات كهربية صلبة من أجل تثبيت مباشر على الدائرة المطبوعة. تكون القدرة الرنانة لمثل هذا الطنان نحو 85 dB/cm .
يلزم مصدر جهد مستمر ليشتغل الطنان، ويكون عادة هذا الأخير من 3v حتى 28v، حسب الموديل.
يمكن لطنان بجهد إسمي 6v لأن يعمل بشكل جيد بجهد يتراوح بين 4v إلى 8v.(أنظر إلى الخصائص المعطية من طرف الصانع لكي لا تقوم بالخطأ)
توجد أيضا طنانات تعمل مباشرة على شبكة التيار المتناوب 220v.

### طنان كهرضغطي
طنان (مبدل) كهرضعطي يتكون من حاجز كهرضغطي من تجويف بفتحة صغيرة وتوصيلات للأقطاب الكهربائية.يحتاج توتر متناوب ليشتغل، بعض الفولطات، (3v إلى 30v مثلا) وهذا النوع من المبدلات نجده في الساعات المزودة بنظام المنبه.
يلزمه تردد يناهز بعض الكيلوهرتزات ليشتغل (1 kHz إلى 5KHz عموما)، إذن يتوجب بناء مذبذب لينتج موجة مربعة، ويمكن عمل ذلك ببساطة باستخدام بوابات منطقية أو باستخدام ترانزيستورات.
إذا طبقنا على طرف مبدل بيزوكهربائي إشارة و طبقنا نفس الإشارة لكن بتعاكس في الطور على الطرف الآخر نحصل على أربعة أضعاف للقدرة الخارجة.

### طنان كهرضغطي بمذبذب داخلي
ببساطة عبارة عن تجميع في علبة واحدة لكل من المبدل الكهرضغطي والنظام الإلكتروني (المولد للموجة المربعة)، إذن الكل يحصل على جهد مستمر (محصور عموما بين 3v و 20v) ويسحب تيار بين 10mA و 30mA. يعتمد استهلاك الرنان بشكل أساسي على الجهد المطبق عليه.
بعض الطنانات ذات المذبذب الداخلي تنتج صوت مستمر، في حين تنتج الأخرى صوت متقطع (نبضات صوتية).

## تطبيقاته
للطنانات عدة تطبيقات فيمكن أن تجدها مثلا في جهاز المنبه الإلكتروني، ألعاب الأطفال، الميقت، الميترونوم الإلكتروني,, وغيرها، كما تستعمل أيضا للإشعار عند الضغط على الأزرار في بعض الأجهزة.